# Berghof (Vienne)
 (mars 2012).
Pour les articles homonymes, voir Berghof (homonymie).
Dans le centre de l'agglomération suivant l'ancien camp romain de Vindobona se trouve un monument connu depuis le XIIIe siècle sous le nom de Berghof. Le Berghof est considéré comme gamète de la ville de Vienne qui s'y développe dans les siècles à venir.

## Historique
Le Berghof se trouve alors sur les sites actuels des maisons du Hoher Markt, de la rue Marc Aurèle, de la Sterngasse et de la Judengasse à proximité de l'église Saint Ruprecht. En tenant compte de l'époque dangereuse, on peut facilement imaginer que le Berghof est un monument solide et fortifié.
En 1280, Jans der Enikel mentionne le site en tant que Berghof. Son œuvre, le Fürstenbuch, se rapporte au XIe siècle et selon ses indications, l'endroit est encore païen.
Le site du Berghof n'est guère montagneux, on suppose donc qu'il s'agit plutôt d'un bâtiment administratif d'un vignoble. À proximité se trouve alors la Pressgasse (aujourd'hui Sterngasse) ainsi que des maisons appelées au Moyen Âge « Zur Großen Presse » et « Zur Kleinen Presse » qui évoquent la production de vin dans cette région. On ignore si la viticulture était la vocation initiale du bâtiment, il est cependant probable que les anciens Viennois poursuivent la tradition romaine et font du commerce avec leur vin.
Entre le Berghof et l'église Saint Ruprecht se trouve à l'époque le Kienmarkt, le premier marché de Vienne. Au Haut Moyen Âge le commerce est également fréquent dans le bâtiment de l'église et même au cimetière.

## Sources
- (de) Cet article est partiellement ou en totalité issu de l’article de Wikipédia en allemand intitulé « Berghof (Wien) » (voir la liste des auteurs).
- (de) Hertha Ladenbauer-Orel, Der Berghof, Vienne, 1974.

### Sites internet
- (de) "Keimzelle Wiens"
- (de) Le Berghof à Vienne